# Джоан Велдон
Джоан Луїз Велтон (англ. Joan Louise Welton; 5 серпня 1930 — 11 лютого 2021), відома як Джоан Велдон (англ. Joan Weldon) — американська акторка театру, кіно і телебачення 1950-х років.
Найбільше відома за роллю у фантастичному фільмі «Вони!» (1953). Зіграла в картинах «Система» (1953), «Незнайомець з револьвером» (1953), «Охоронець диліжансів» (1954), «Капітан» (1954), «Приціл — гірський хребет» (1957) і «День негідника» (1958) та в кількох телесеріалах.

## Ранні роки і початок кар'єри
Джоан Луїз Велтон народилася 5 серпня 1930 року в Сан-Франциско, її батько був впливовим адвокатом, юристом ювелірної палати. Прадід Велдон був театральним та естрадним актором. Мати померла, коли їй було 5 років, її виховувала бабуся. З дитинства Джоан займалася фортепіано, а з 16-ти років стала брати уроки вокалу. Вступила в хор Оперного театру Сан-Франциско, а пізніше співала в складі оперного театру Civic Light Opera Company. Під час виступу в цьому театрі в 1952 році на неї звернув увагу сценарист і продюсер Стенлі Рубін, який організував для неї кінопроби на студії 20th Century Fox.
Приблизно в цей час вона познайомилася з Вільямом Т. Орром, племінником боса Warner Bros Джека Л. Ворнера, який пізніше очолив телевізійний підрозділ цієї кінокомпанії. Так як студія 20th Century-Fox на той час не спеціалізувалася на акторах, що співають, і не могла забезпечити її ролями, Велтон з допомогою Орра уклала контракт з Warner Bros, а Орр змінив її прізвище на Велдон.

## Кар'єра в кінематографі
У 1953 році Джоан Велдон дебютувала в Голлівуді у фільмі нуар «Система» (1953), де зіграла важливу роль дочки власника міської газети. Фільм, однак, не мав успіху у критики. Так, кінооглядач «Нью-Йорк Таймс» Оскар Годбаут, зокрема, написав: «Сумно те, що в цьому фільмі немає жодної речі, яку можна було б порекомендувати… Забудьте це фіаско, бо це лише одна з тих нудних мелодрам, які служать тільки для того, щоб заповнити програму на здвоєних сеансах». Сучасний кінознавець Майкл Кіні у свою чергу зазначив, що хоча сюжет здається «досить захоплюючим», утім сам фільм, «в тому числі і завжди надійний Лавджой, персонаж якого є, напевно, самим милим нуаровим злочинцем всіх часів, виглядає нудно».

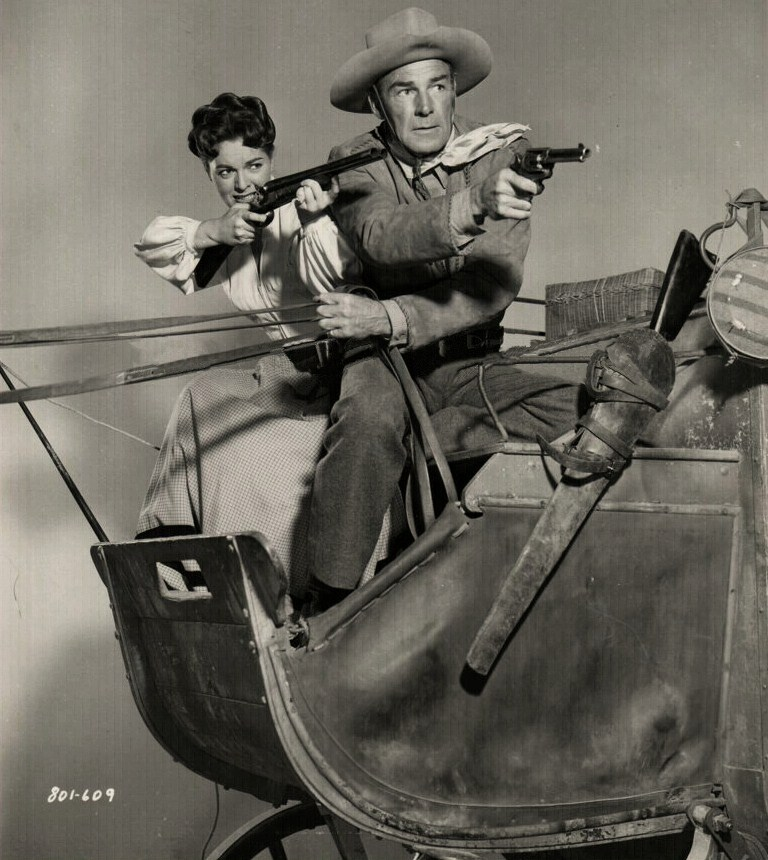
З Рендольфом Скоттом. Рекламне фото фільму «Охоронець диліжансів» (1954)

У тому ж році вийшов музичний байопік «Так це любов» (1953) про оперну співачку Грейс Мур (роль якої зіграла Кетрін Грейсон), де у Велдон була роль другого плану. Потім послідувала друга жіноча роль у 3D вестерні Андре де Тота «Незнайомець з револьвером» (1953), в якому грали Рендольф Скотт, Клер Тревор і Джордж Макреді, а також майбутні зірки Ернест Боргнайн та Лі Марвін. Рік потому Велдон зіграла головні жіночі ролі у вестернах «Капітан» (1954) з Гаєм Медісоном і «Охоронець диліжансів» (1954) з Рендольфом Скоттом.
Історик кіно Брюс Едер називає «найбільшим внеском Велдон до кінематографу головну жіночу роль у фільмі Дугласа Гордона „Вони!“ (1954)». Як пише критик, це був «перший і найкращий голлівудський фільм про гігантських монстрів», який спирався на сильні образи і «видатний акторський склад, включав володаря „Оскара“ Едмунда Гвенна, оскарівського номінанта Джеймса Вітмора, майбутню телезірку Джеймса Арнесса у головній ролі, а також Фесса Паркера і Леонарда Німого в невеликих ролях». На думку Едера, «Велдон певною мірою здійснила кінематографічний прорив, зігравши розумну і впевнену в собі жінку, яка, крім того, була ще й красивою». В інтерв'ю 2004 року вона згадувала: «Ми поставилися до цього фільму дуже серйозно, точно як справжньої драми». Кінокритик Ентоні Вейлер написав у «Нью-Йорк Таймс», що фільм став колективним успіхом сценаристів, режисера, продюсера і акторів, які зробили «напружений, захоплюючий і на подив переконливий фільм». Позитивно оцінивши гру Велдон у ролі молодої дослідниці і дочки провідного вченого, критик втім зазначив, що «вона красива, але навряд чи відповідає образу академічного вченого».
У тому ж році в оренду на студії Metro-Goldwyn-Mayer Велдон знялася в біографічному мюзиклі «Глибоко в моєму серці» (1954) про композитора Зигмунда Ромберге, однак її спільний музичний номер з Тоні Мартіном в підсумку було видалено з картини.

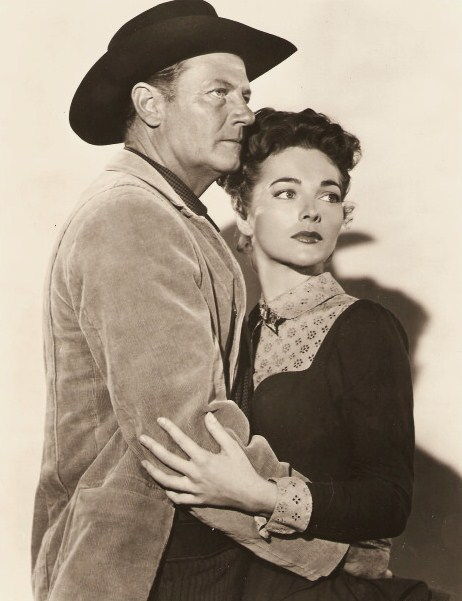
З Джоелом Маккрі. Рекламне фото фільму «Приціл — гірський хребет» (1957)

Контракт Велдон з Warner Bros закінчувався 31 грудня 1954 року, проте за п'ять днів до його закінчення Велдон разом з друзями поїхала відпочивати в Акапулько. Дізнавшись про це, Джек Л. Ворнер вирішив не продовжувати контракт з акторкою і навіть висунув позов про порушення чинного контракту.
Після цього Велдон зіграла лише в трьох фільмах. Вона виконала головні жіночі ролі у вестернах «Приціл — гірський хребет» (1957) з Джоелом Маккрі та «День негідника» (1957) з Фредом Макмюрреєм, а також роль другого плану в драмі «Додому засвітла» (1958) про акторку і танцюристку Джин Сіммонс, яка намагається повернутися крізь психічний розлад до нормального життя. Після цієї картини Велдон пішла з кіно.

## Робота на телебаченні
З 1953 року Джоан Велдон почала зніматися на телебаченні. У 1953—1956 роках виконала головні ролі в чотирьох епізодах телеальманаху «Відео-театр „Люкс“» (1953—1956), а також була ведучою і співачкою в чотирьох епізодах телепрограми «Це твоя музика» (1955). Вона також була запрошеною зіркою в епізодах телесеріалів «Мільйонер» (1955), «Перрі Мейсон» (1957) та в серіалах-вестернах «Шайєнн» (1957), «Є зброя — будуть подорожі» (1957), «Маверік» (1958) і «Кольт 45 калібру» (1958). Свою останню роль на телебаченні Велдон зіграла в дитячому серіалі «Казки Ширлі Темпл» (1958).

## Музична кар'єра

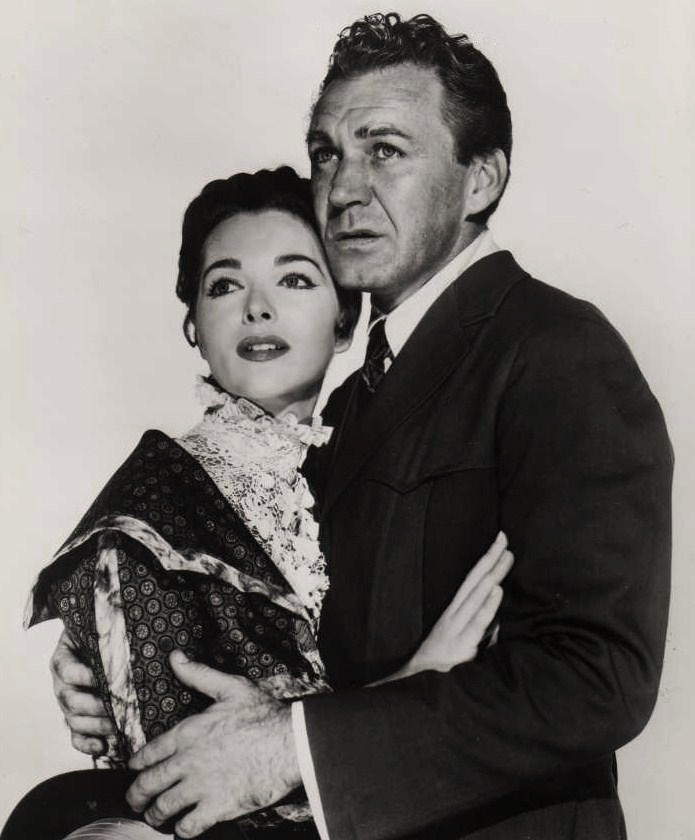
З Форрестом Такером у мюзиклі «Музикант» (1960)

У грудні 1955 року Велдон співала у спільній програмі з популярним композитором Джиммі Макг'ю, а в 1960 році на гастролях виконувала головну жіночу роль у популярному мюзиклі «Музикант».
З листопада 1961 року по 20 січня 1962 року Велдон грала на Бродвеї одну з головних ролей в опереті «Кін», яка витримала 92 подання.
У 1964 році вона виступала в програмі, присвяченій відкриттю State Theatre в нью-йоркському Лінкольн-центрі, де разом з Джоном Рейттом виконала музичний номер з мюзиклу «Карусель». Пізніше гастролювала з виставою «Оклахома!», де її партнером був Фесс Паркер.
У 1967 році в Лінкольн-центрі Велдон грала головну роль в опереті Легара «Весела вдова». Востаннє вийшла на сцену в 1980 році в Сакраменто в опереті «Пісня пустелі».

## Акторське амплуа і оцінка творчості
За описом історика кіно Тома Вівера, Джоан Велдон була «гарною блакитноокою акторкою з каштановим волоссям» і сильною музичною підготовкою, яка з ранніх років виступала на оперній сцені Сан-Франциско.
У 1953 році на Велдон звернула увагу кіностудія Warner Bros, знявши її в головних ролях у серії вестернів, фільмі нуар «Система» (1953), а також у її найзнаменитішому фільмі «Вони!» (1954). Однак, попри її безсумнівні вокальні здібності, «в кіно всі ролі Велдон були лише драматичними, без співу».
На думку кінокритика Брюса Едера, «Велдон досить пощастило в кар'єрному плані, вона зробила кілька хороших фільмів (і один видатний), а потім встигла утвердитися і в музичному театрі, де і хотіла працювати з самого початку кар'єри».

## Особисте життя
У 1966 році Велдон одружилася з офтальмологом, доктором Дейвідом Поделлом, і переїхала до Нью-Йорку. У 1968 році народила дочку Меліса, яка пізніше стала помітною фігурою в індустрії мод. Джоан Велдон проживала в Нью-Йорку.
У березні 2004 року в Нью-Йорку вона була присутня на громадському перегляді свого фільму «Незнайомець з револьвером».

## Фільмографія
| Рік         |   | Українська назва          | Оригінальна назва          | Роль                                            |
| ----------- | - | ------------------------- | -------------------------- | ----------------------------------------------- |
| 1953        | ф | Система                   | The System                 | Філіс Стюарт                                    |
| 1953        | ф | Так це любов              | So This Is Love            | Рут Обре                                        |
| 1953        | ф | Незнайомець з револьвером | The Stranger Wore a Gun    | Шелбі Конрой                                    |
| 1954        | ф | капітан                   | The Command                | березня Каттінг                                 |
| 1954        | ф | Охоронець диліжансів      | Riding Shotgun             | Орісса Флінн                                    |
| 1954        | ф | Вони!                     | Them!                      | Доктор Патріція Медфорд                         |
| 1954        | ф | Глибоко в моєму серці     | Deep in My Heart           | артистка в «Нью Мун»                            |
| 1954        | ф | Хлопець з Оклахоми        | The Boy from Oklahoma      | Мебелль, дівчина в салуні (в титрах не вказано) |
| 1954 — 1956 | с | Відео-театр «Люкс»        | Lux Video Theatre          | різні ролі (2 епізоду)                          |
| 1955        | с | Мільйонер                 | The Millionaire            | Стар Конуей (1 епізод)                          |
| 1957        | ф | Приціл - гірський хребет  | Gunsight Ridge             | Моллі Джонс                                     |
| 1957        | с | Шайєнн                    | Cheyenne                   | Неллі Меррітт (один епізод)                     |
| 1957        | с | Перрі Мейсон              | Perry Mason                | Маріон Кітс (1 епізод)                          |
| 1958        | ф | День негідника            | Day of the Badman          | Майра Оуенс                                     |
| 1958        | ф | Додому завидна            | Home Before Dark           | Френсіс Барретт                                 |
| 1958        | с | Є зброя - будуть подорожі | Have Gun - Will Travel     | Фей Холлістер (1 епізод)                        |
| 1958        | с | Кольт 45-го калібру       | Colt .45                   | Едіт Марроу (1 епізод)                          |
| 1958        | с | Маверік                   | Maverick                   | Грейс Вілер (1 епізод)                          |
| 1958        | с | Казки Ширлі Темпл         | Shirley Temple's Storybook | Амелія (1 епізод)                               |